# Pholidobolus vertebralis
Espèce
Synonymes
- Cercosaura vertebralis O’Shaughnessy, 1879
- Prionodactylus palmeri Boulenger, 1908
- Prionodactylus marianus Ruthven, 1921
- Euspondylus ampuedae Lancini, 1968
- Prionodactylus ampuedai (Lancini, 1968)
- Cercosaura ampuedai (Lancini, 1968)

Pholidobolus vertebralis est une espèce de sauriens de la famille des Gymnophthalmidae.

## Répartition
Cette espèce se rencontre :
- dans le Nord-Ouest du Pérou ;
- en Équateur ;
- en Colombie ;
- au Venezuela ;
- au Panama.

## Taxinomie
L'espèce Euspondylus ampuedaea été placée en synonymie avec Pholidobolus vertebralis par Uzzell en 1973

## Publication originale
- O’Shaughnessy, 1879 : Description of new species of lizards in the collection of the British Museum. Annals and magazine of natural history, sér. 5, vol. 4, p. 295-303 (texte intégral).